# Pulstar
Pulstar (パルスター?, Parusutā) è un videogioco arcade di genere sparatutto a scorrimento orizzontale, sviluppato da Aicom e pubblicato per il Neo Geo da SNK nel 1995. I giocatori controllano un'astronave in missione per sterminare il Sistema Solare da una razza aliena ostile che minaccia l'umanità. Il suo gameplay è stato paragonato alla serie di R-Type per la sua premessa e le sue meccaniche simili; i giocatori devono completare ciascuno degli otto livelli del gioco distruggendo formazioni di nemici in costante movimento ed evitando i loro proiettili. Sono presenti potenziamenti che possono essere collezionati e che forniscono abilità aggiuntive al giocatore.

## Trama
Nell'anno 2248, il primo segnale a impulsi proveniente da una forma di vita aliena fu osservato in una base su Marte. L'umanità non poteva sapere che questo fosse l'inizio di una guerra... Nel frattempo, la forma di vita aliena percepì anche la presenza della Terra contemporaneamente al segnale umano e iniziò a dirigersi verso la Terra a una velocità molto superiore a quella della luce. Preoccupata da ciò, la Federazione del Sistema Solare istituì la Forza di Difesa Spaziale per prepararsi a qualsiasi circostanza imprevista.
Otto anni dopo, alle 17:00 del 7 luglio 2256, la forma di vita aliena apparve finalmente nel sistema solare e scoppiò una battaglia tra essa e la Forza di Difesa di Nettuno. La battaglia continuò a intensificarsi e i danni causati dalla guerra si diffusero rapidamente in tutto il sistema solare. Per ribaltare le sorti della battaglia, la Federazione inviò la forza d'attacco Pulstar contro il corpo principale del nemico al centro della galassia.
Due anni dopo, la battaglia terminò e la Federazione del Sistema Solare subì danni devastanti insieme ai suoi pianeti. Nettuno fu ridotto in polvere, Giove divenne il secondo sole del sistema solare e il 60% dei continenti terrestri fu sommerso a causa di uno spostamento del suo asse. Le comunicazioni con la forza d'assalto Pulstar, che si stava dirigendo verso la battaglia, furono interrotte e non c'era modo di confermare se i membri dell'equipaggio fossero vivi o morti... Nel frattempo, il nemico stava elaborando nuove mosse per rafforzare il proprio attacco. Messa alle strette, la Federazione radunò le forze rimanenti e formò una seconda forza d'assalto. Ricevette il severo ordine di "eliminare tutti i nemici" e si diresse nuovamente verso il centro della galassia.

## Modalità di gioco
Il giocatore controlla un'astronave, la Dino246, nella sua missione per proteggere l'intero Sistema Solare da una razza aliena ostile. Ci sono otto livelli in totale, che diventano progressivamente più difficili man mano che il giocatore avanza. Scorrono automaticamente e al giocatore viene data libertà di movimento. In questi livelli, il giocatore deve distruggere ondate di nemici in costante mobilità ed evitare i loro proiettili, oltre a schivare ostacoli in movimento. I livelli si concludono con un boss che deve essere sconfitto.
La principale forma di attacco della Dino246 è un proiettile che si muove in avanti. Il giocatore può tenere premuto il pulsante per caricare il suo attacco, la cui potenza è indicata da un indicatore nella parte inferiore dello schermo; la metà blu crea un potente colpo caricato, mentre la metà rossa crea una raffica di esplosioni rapide. I giocatori possono anche acquisire un drone ausiliario che funge da scudo proteggendoli dal fuoco nemico. Può anche essere usato come ariete per distruggere nemici più piccoli. Il drone può anche essere distrutto per creare un potente attacco bomba in grado di distruggere qualsiasi cosa nel suo raggio d'azione. Distruggendo nemici di grandi dimensioni simili a portaerei si ottiene un power-up che garantisce diverse abilità. Tra queste, capsule che aumentano la velocità dell'astronave e navi più piccole che la seguono e forniscono ulteriore potenza di fuoco.

## Accoglienza
In Giappone, la rivista Game Machine elencò Pulstar nel numero del 1º ottobre 1995 come la settima unità arcade di maggior successo del mese. Il titolo ha suscitato un'ampia gamma di opinioni da parte della critica, molte delle quali hanno paragonato il gioco ad R-Type.
Maximum ha dato alla versione Neo Geo AES una recensione entusiastica, applaudendo in particolare i boss dall'aspetto impressionante e la sfida estremamente elevata e intelligentemente progettata. Hanno anche considerato il gioco un segno che SNK si stava diversificando dai giochi di combattimento uno contro uno. Major Mike ha dato una recensione più contrastante su GamePro, descrivendolo come uno sparatutto imperfetto e poco originale che riesce a distinguersi per la sua elevata difficoltà e la grafica renderizzata. Ha criticato il fatto che gli oggetti spesso si confondano con gli sfondi, ma come Maximum, ha particolarmente notato i boss visivamente impressionanti. Un recensore di Next Generation ha stroncato il gioco, sostenendo che le meccaniche non riescono a superare nemmeno gli sparatutto dei primi anni '80. Ha concluso: "Se non fosse per il ritmo di gioco insipido, Pulstar sarebbe potuto essere un altro sparatutto generico. Invece, è anche peggio".
Nel 2014, Hobby Consolas lo piazza al quinto posto della loro lista dei venti migliori giochi su Neo Geo CD.